# Alfredo Saint-Jean Domic
Alfredo Saint-Jean Domic (Santiago, 18 de noviembre de 1945) es un gestor cultural y director artístico chileno. 
Su trayectoria abarca decenas de hitos culturales en Chile: desde la dirección artística del Festival de la Canción de Viña del Mar (años 1991 y 1992), su trabajo como director del Área de Desarrollo Cultural de la Municipalidad de Valparaíso en 2005, hasta la creación y gestión del Teatro Nescafé de las Artes en 2009.

## Reseña biográfica
Como estudiante del Internado Nacional Barros Arana (INBA), Saint-Jean mostró interés en la actuación.

No era malo, pero tuve no sé si la mala suerte o la fortuna de tener por compañero y amigo a quien llegaría a ser Premio Nacional de Teatro, el gran actor Ramón Núñez, cuya increíble capacidad de interpretación me convenció rápidamente que había otros mejores que yo a la hora de actuar en un escenario. Elegí las bambalinas, el estar detrás y ser quién hace posible que el espectáculo, el arte y la cultura se expresen sobre el escenario.
Alfredo Saint-Jean Domic.

En el año 1964 trabajó en los trenes culturales de la candidatura presidencial de Salvador Allende.
Contribuyendo a la formación de la escena musical chilena, a fines de los año 1960 creó el ciclo de conciertos "Hito Beat", que se realizaba los domingos en la mañana en el Teatro Marconi. Asimismo, en 1970 organizó el Primer Encuentro de Música de Vanguardia, que se realizó en la Quinta Vergara de Viña del Mar y contó con la participación de bandas como Aguaturbia, Escombro, Los Blops y High Bass (que tiempo después cambiaría su nombre a Los Jaivas).

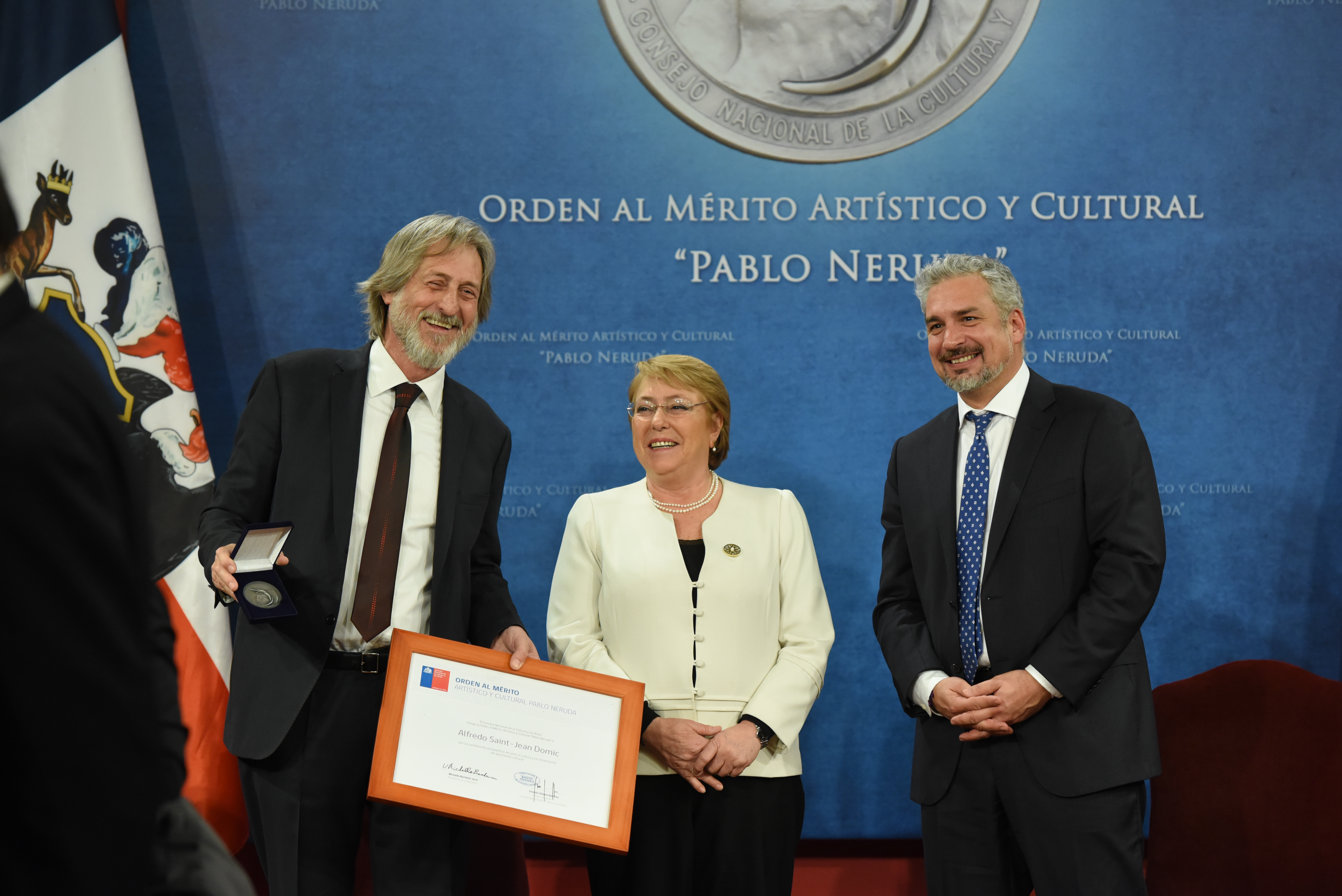
Saint-Jean recibiendo la Orden al Mérito Artístico y Cultural Pablo Neruda.

En el año 1990, el diario El Mercurio lo llamó "el dueño del Estadio Nacional", debido a la cantidad de eventos históricos que produjo en ese espacio, como la celebración del inicio del gobierno de Patricio Aylwin, los conciertos de Silvio Rodríguez y de Amnistía Internacional, y la fiesta de Navidad realizada por el gobierno.
Fue productor general de la "Semana Nerudiana", con motivo de la conmemoración de los 100 años del nacimiento del Premio Nobel de Literatura Pablo Neruda, realizada en 2004 en la Estación Mapocho. Ese mismo año recibió la Medalla de Honor Presidencial, otorgada por el presidente Ricardo Lagos Escobar a 100 personas de 65 países. En 2017 recibió la Orden al Mérito Artístico y Cultural Pablo Neruda.

## Distinciones
- Medalla de honor presidencial que conmemora el centenario del natalicio de Pablo Neruda (12 de julio de 2004)
- Orden al Mérito Artístico y Cultural Pablo Neruda (27 de septiembre de 2017)